# Cabeza de puente rumana

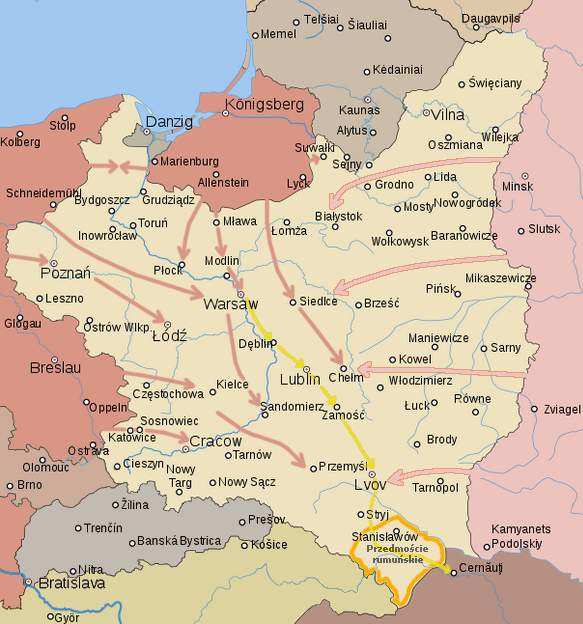
Polonia (1920–1939). La «cabeza de puente rumana» (afilado naranja) y Rumania (marrón oscuro) se encuentran al sureste de Polonia. Amarillo: ruta seguida por el gobierno y el oro de Polonia.

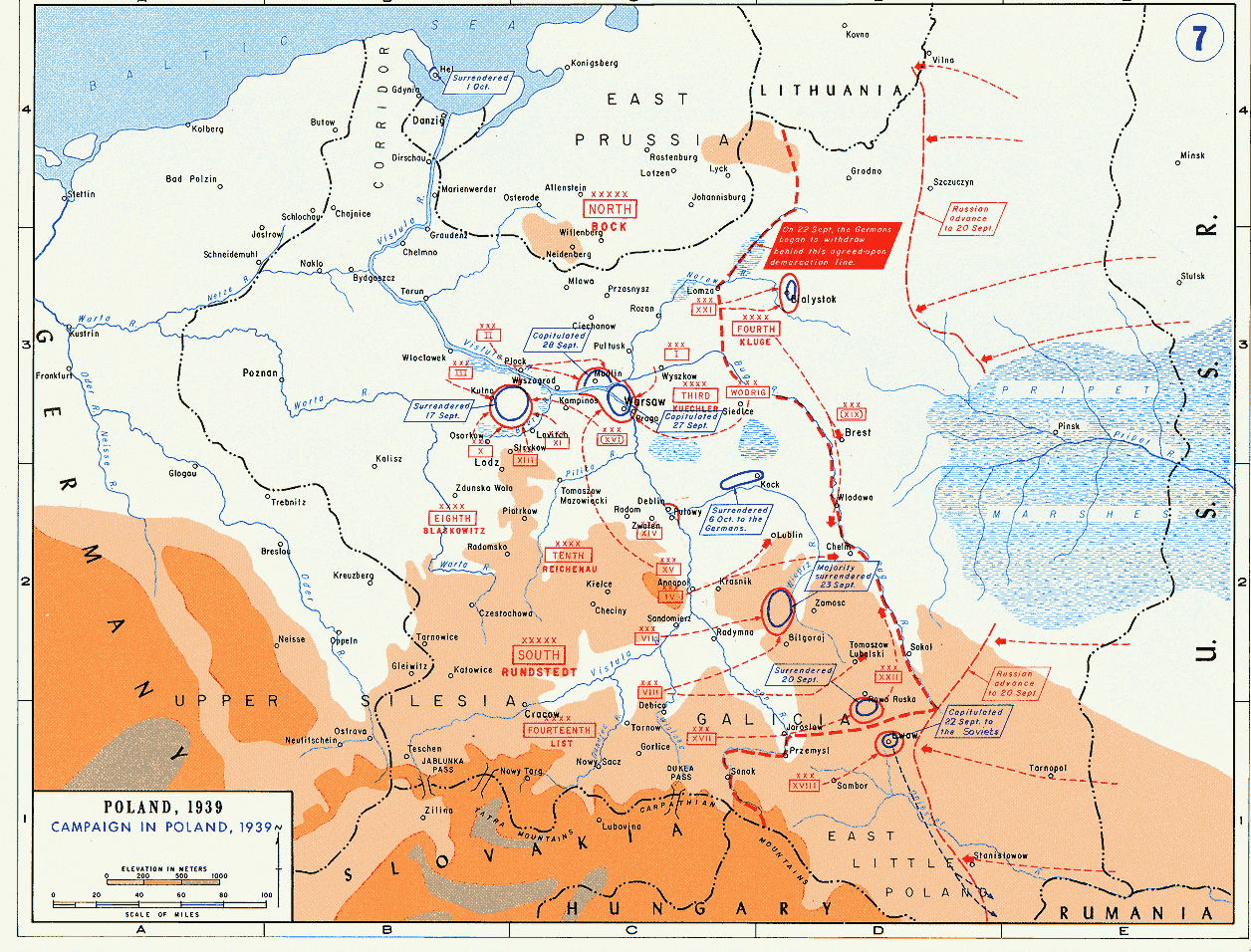
Fuerzas polacas y alemanas después del 14 de septiembre de 1939 y movimientos de tropas después de esta fecha.

La cabeza de puente rumana (en polaco: Przedmoście rumuńskie) era un área en el sureste de Polonia, ahora ubicada en Ucrania.

## Historia
Durante la invasión de Polonia de 1939 (al comienzo de la Segunda Guerra Mundial), el 14 de septiembre el comandante en jefe polaco Mariscal de Polonia Edward Rydz-Śmigły ordenó a todas las tropas polacas que lucharan al este del Vístula (aproximadamente 20 divisiones aún conservaban la cohesión) para retirarse hacia Leópolis y luego a las colinas a lo largo de las fronteras con Rumania y la Unión Soviética . 
Se trataba de un plan alternativo en caso de que fuera imposible defender las fronteras polacas, y asumía que las fuerzas polacas podrían retirarse al área, organizar una defensa exitosa hasta el invierno y resistir hasta la prometida ofensiva francesa en el frente occidental. Rydz-Śmigły predijo que el terreno accidentado, los ríos, valles, colinas y pantanos del Stryi y Dniéster proporcionarían líneas naturales de defensa contra el avance alemán. El área también fue sede de muchos depósitos de municiones que se prepararon para la tercera oleada de tropas polacas, y se vinculó al puerto rumano de Constanza, que podría utilizarse para reabastecer a las tropas polacas. 
Este plan fue una de las razones por las que Polonia no activó la Alianza Polaco-Rumana. Polonia y Rumania eran aliadas desde 1921 y el pacto defensivo aún era válido en 1939. Sin embargo, el gobierno polaco decidió que sería mucho más útil tener un refugio seguro en Rumania y con el puerto seguro de Constanza pudiendo aceptar tantos buques mercantes aliados como fuera necesario para mantener a Polonia luchando. La marina de guerra polaca y su marina mercante fueron evacuadas en su mayoría antes del 1 de septiembre (ver Plan de Pekín); debían operar desde puertos franceses y británicos y entregar los suministros a través de Rumania. 
La Unión Soviética invadió Polonia en 1939 desde el este a primeras horas del 17 de septiembre, rompiendo el pacto de no agresión con Polonia, mientras que los franceses, a pesar de sus promesas, no habían lanzado ninguna ofensiva significativa contra Alemania, haciendo imposible que el ejército polaco resistiera (al menos en las partes orientales del país). En las últimas horas de ese día, el gobierno polaco y los miembros del alto mando militar cruzaron la frontera polaco-rumana con la intención de trasladarse a Francia, donde se estaban formando las fuerzas polacas en el oeste. Se ordenó a las unidades polacas evacuar Polonia y reorganizarse en Francia. 
Hasta 120 000 tropas polacas se retiraron a través del área de la cabeza de puente rumana hacia las neutrales Rumania y Hungría. La mayoría de esas tropas se unieron a las recién formadas Fuerzas Armadas Polacas en el Oeste en Francia y el Reino Unido en 1939 y 1940. Hasta que Estados Unidos entró en la guerra y Alemania atacó a la Unión Soviética (Operación Barbarroja), el ejército polaco fue un de las fuerzas más grandes de los aliados.
El gobierno rumano también recibió el tesoro del Banco Nacional de Polonia en 1939. Una parte del mismo, que constaba de 1261 cajas que contenían 82 403 kilos de oro, se cargó a bordo de un barco comercial en el puerto de Constanza y se transportó a Europa occidental. El transporte fue escoltado por barcos de la Armada rumana, para evitar la intercepción de submarinos soviéticos en el Mar Negro. La segunda parte del tesoro se depositó en el Banco Nacional de Rumania. Fue devuelto a Polonia el 17 de septiembre de 1947. Una representación ficticia de la evacuación del oro de Varsovia forma parte de la novela El oficial polaco, de Alan Furst. La evacuación del oro también es el tema de la película polaco-rumana de 1986 Zloty Pociag/Trenul de aur (El tren de oro). 

## Galería

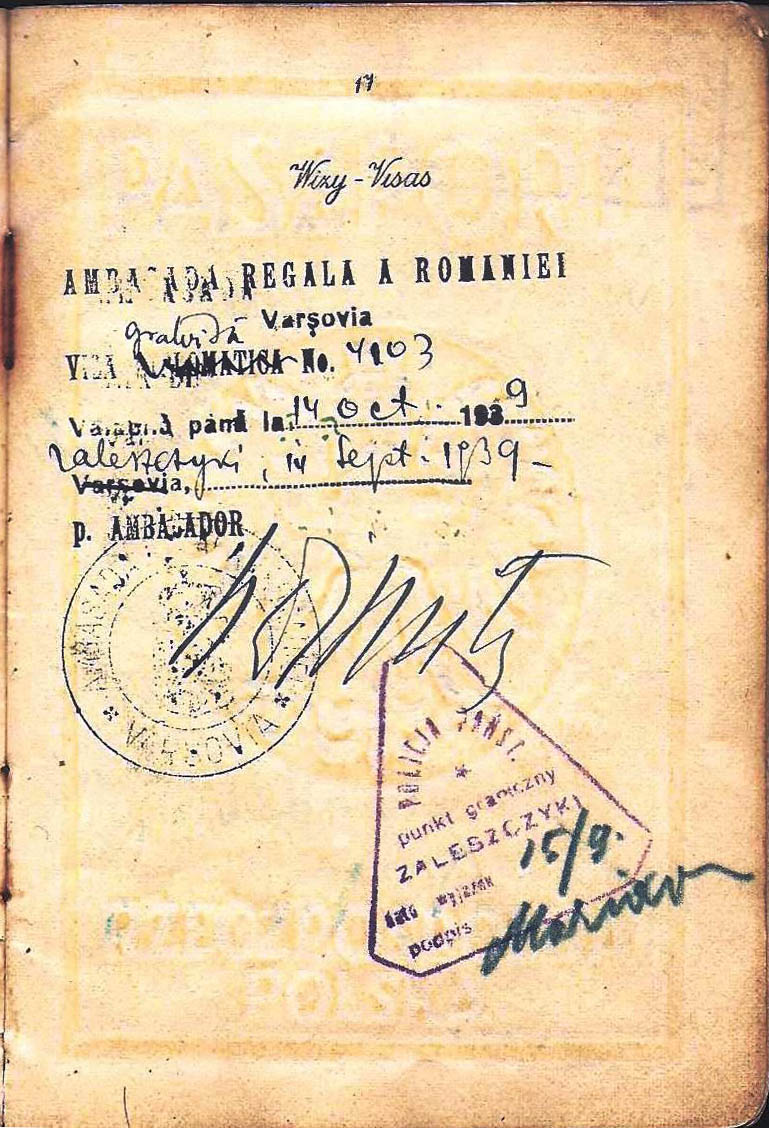
Cruzando la frontera en Zaleszczyki hacia Rumania el 15 de septiembre de 1939, 2 días antes de la invasión soviética desde el este - pasaporte.
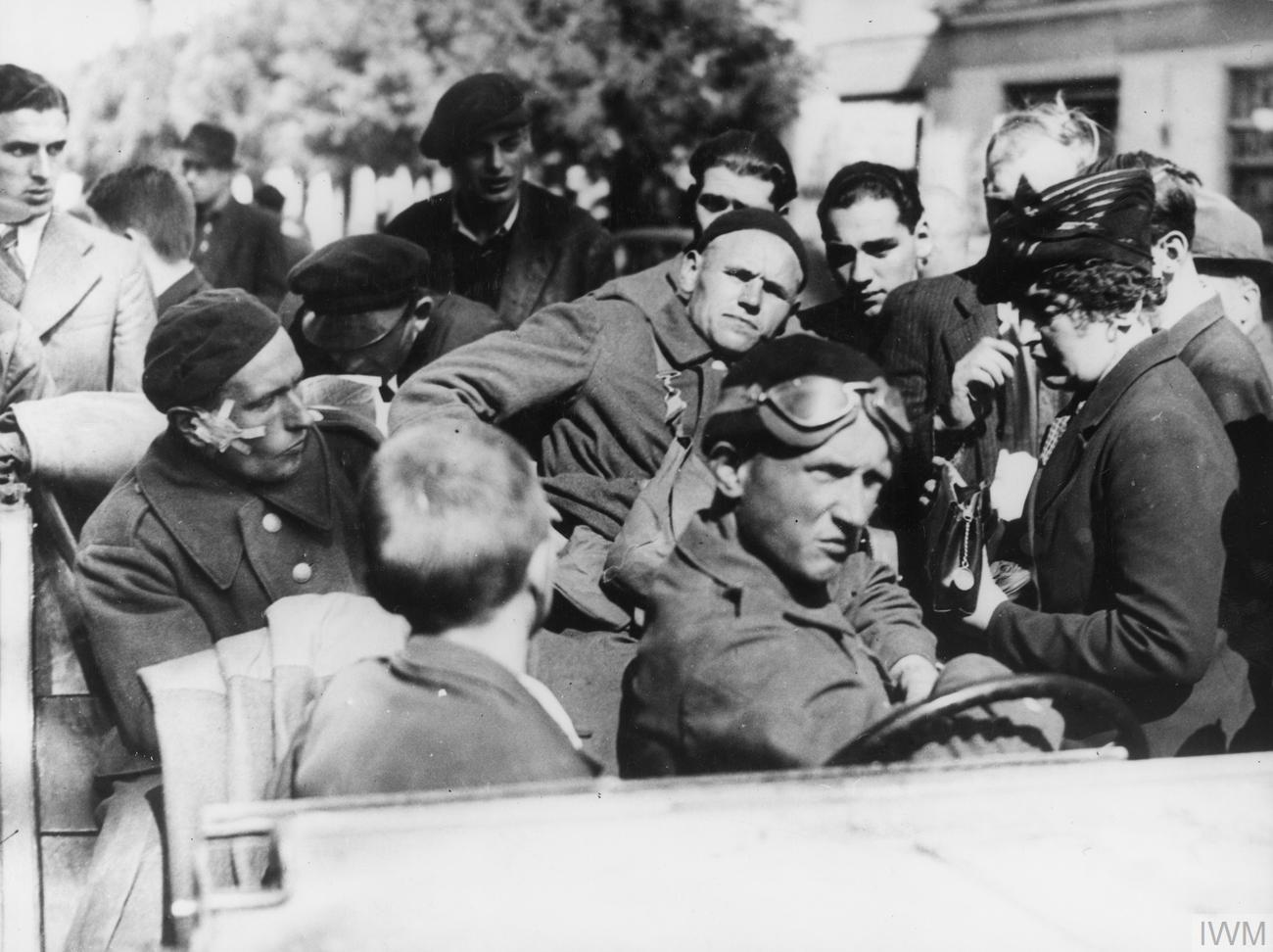
Tropas polacas, fugitivos de la Polonia ocupada por los nazis y soviéticos, son bienvenidos por la población rumana mientras cruzan la frontera rumana